# کوروش قربانی
کوروش قربانی (۱۴ فروردین ۱۳۶۵) موتورسوار تریال اهل ایران است. او از سال ۱۳۷۸ در مسابقات مختلف موتورسواری تریال شرکت کرده است و از ۱۳۹۵ تا ۱۳۹۹ ریاست کمیتهٔ موتور تریال فدراسیون موتورسواری و اتومبیلرانی ایران را بر عهده داشته است.

## زندگی‌نامه
کوروش قربانی در تهران زاده شد و از کودکی تحت تأثیر پدرش، محمود قربانی، یکی از قهرمانان موتور تریال ایران، به این رشته علاقه‌مند شد.

## فعالیت حرفه‌ای
قربانی عناوین متعدد قهرمانی تریال را کسب کرده است.
او در سال ۱۳۹۵ به‌عنوان سرپرست کمیته موتور تریال فدراسیون موتورسواری و اتومبیلرانی ایران انتخاب شد، اما اکنون دیگر این سمت را برعهده ندارد.
قربانی از سال ۲۰۲۲ با فدراسیون موتورسواری ترکیه در زمینهٔ آموزش موتورسواران اهل ترکیه همکاری داشته است.